# Planina (Aidussina)
Planina è un centro abitato della Slovenia, insediamento (naselje) del comune di Aidussina.
La località, che si trova a 277 metri s.l.m. ed a 25.7 kilometri dal confine italiano, è situata sulle alture prossime alla sponda sinistra del fiume Vipacco a 5.1 km dal capoluogo comunale. È capoluogo di una delle 28 comunità locali del comune, che include anche il vicino insediamento di Tevče.

L'insediamento è costituito dagli agglomerati di: Brith, Koboli, Marci, Dolenja vas, Gorenja vas, Štrancarji e Uštini.

## Geografia fisica

### Alture principali
Planina, 437; Ostri vrh, mt 422; Trešnik, mt 404; Avša, mt 401; Sv. Pavel, mt 384

### Corsi d'acqua
fiume Vipacco (Vipava)

## Storia
I Celti furono per primi a popolare queste alture e in seguito dai Romani che introdussero la coltura della vite poi diffusasi in tutta la valle del Vipacco.

Durante il dominio asburgico Planina fu comune autonomo all'interno del Ducato di Carniola (che fino al 1849 fece parte a sua volta del Regno d'Illiria). Il comune includeva anche il vicino villaggio di Dolenje (o Doleine).
Dal 1920 al 1947, in seguito alla prima guerra mondiale e al Trattato di Rapallo, fece parte del Regno d'Italia, venendo inquadrato nel 1923 nella Provincia di Gorizia. Il comune mantenne la medesima circoscrizione territoriale che in epoca asburgica, includendo la frazione di Dolegna/Dolegna di Vipacco (Dolenje) e i centri di Cobolli/Cobali (Kobolli), Marzi (Marci), Strancari/Stranzari (Strancarji) e Ustini. Nel 1928 il comune fu soppresso e il suo territorio venne aggregato a Aidussina.
Nel 1947, in seguito alla seconda guerra mondiale e ai Trattati di Parigi, il comune passò assieme al resto della regione alla Jugoslavia. Dal 1991 fa parte della Slovenia.